# Microdon aurulentus
Microdon aurulentus är en tvåvingeart som först beskrevs av Fabricius 1805.  Microdon aurulentus ingår i släktet myrblomflugor, och familjen blomflugor. Inga underarter finns listade i Catalogue of Life.